# 랄로 시프린
랄로 시프린(스페인어: Lalo Schifrin, 스페인어 발음: [ˈlalo ˈsifɾin])으로 잘 알려진 보리스 클라우디오 시프린(스페인어: Boris Claudio Schifrin, 1932년 6월 21일~2025년 6월 26일)은 아르헨티나의 피아노 연주자, 작곡가, 편곡가, 지휘자로 수많은 TV, 영화 음악을 작곡하여 그래미 상을 4번 수상하고 오스카 상 후보에도 6번 올랐다.
미션 임파서블, 폭력 탈옥, 블리트 (1968년 영화), THX 1138, 용쟁호투, 사총사 (영화), 세인트 루이스호의 대학살, 독수리 착륙하다, 아미티빌의 저주 등 수많은 작품의 작곡을 맡았다. 또, 1960년대 말부터 1980년대까지 더티 해리 시리즈의 영화를 포함하여 클린트 이스트우드와 협업했다. 1976년부터 2004년까지 파라마운트 픽처스 팬페어를 작곡했다.

## 참여 작품

### 영화
- 폭력 탈옥
- 블리트 (1968년 영화)
- 체 게바라 (1969년 영화)
- 켈리의 영웅들
- 더티 해리
- 매혹당한 사람들 (1971년 영화)
- THX 1138
- 조 키드
- 용쟁호투
- 더티 해리 2 - 이것이 법이다
- 독수리 착륙하다
- 세인트 루이스호의 대학살
- 아미티빌의 저주
- 아미티빌 2
- 써든 임팩트
- 러시아워 (1998년 영화)
- 러시아워 2
- 브링 다운 더 하우스
- 애프터 썬셋
- 러시아워 3
- 미션 임파서블

### 텔레비전 드라마
- 첩보원 0011
- 제5전선
- 매닉스
- 스타스키와 허치 (1975년 TV 시리즈)
- 돌아온 제5전선